# Carlos Poblete
Carlos Poblete (* 13. Oktober 1963 in Santiago de Chile), auch bekannt unter dem Spitznamen Búfalo, ist ein ehemaliger chilenischer Fußballspieler  auf der Position eines Stürmers. Nach seiner aktiven Laufbahn wechselte Poblete in den Trainerstab.

## Karriere

### Spieler
Poblete begann seine Profikarriere beim CF Universidad de Chile, dem er von 1981 bis 1986 angehörte. Im Sommer 1986 wechselte er zum Puebla FC in die mexikanische Primera División, in der er in den nächsten zehn Jahren 365 Spiele absolvierte und 131 Tore erzielte. Insgesamt sechs Spielzeiten verbrachte er beim Puebla FC, mit dem er in der Saison 1989/90 sowohl den Meistertitel als auch den Pokalwettbewerb gewann und ein Jahr später den CONCACAF Champions’ Cup.
Nachdem seine erste Spielzeit beim Puebla FC weniger erfolgreich verlaufen war (in 35 Spielen konnte er lediglich acht Treffer erzielen), wurde er für die darauffolgende Saison 1987/88 an den Stadtrivalen Ángeles de Puebla ausgeliehen, für den er 33 Spiele bestritt und 21 Tore erzielte.  Am Saisonende wurde die Lizenz der Ángeles an den Club Santos Laguna verkauft und der inzwischen erfolgreiche chilenische Stürmer zum Puebla FC zurückgeholt, für den er zunächst bis 1992 sowie noch einmal in der Saison 1995/96 spielte. Mit insgesamt 76 Toren, die er für die Camoteros in Spielen der ersten Liga (einschließlich der Liguillas) erzielte, ist Poblete der erfolgreichste Stürmer in der Geschichte des Puebla FC.
In den dazwischen liegenden Jahren stand er beim CD Cruz Azul und den Tiburones Rojos Veracruz unter Vertrag.
Nach seinem Weggang vom Puebla FC stand er zunächst beim chilenischen Club O’Higgins unter Vertrag und beendete seine aktive Laufbahn 1998 in der zweiten mexikanischen Liga bei Unión de Curtidores.

### Trainer
Nach seiner aktiven Laufbahn begann er eine Tätigkeit als Trainer. Nach jahrelanger Arbeit in diversen Trainingsstäben wurde der zu diesem Zeitpunkt bereits dauerhaft in Puebla lebende Poblete vom ortsansässigen Zweitligisten Lobos de la BUAP für die Apertura 2010 verpflichtet.
Nach dieser Halbsaison, in der er mit den Lobos die Liguillas erreicht hatte und dort im Viertelfinale gegen seinen ehemaligen Verein Tiburones Rojos Veracruz (1:1 und 0:1) gescheitert war, unterschrieb er im Dezember 2010 einen Vertrag beim Club Santos Laguna, um in der Clausura 2011 als Assistenztrainer von Rubén Omar Romano zu arbeiten, mit dem er 1992/93 bei Cruz Azul und 1993/94 bei Veracruz spielte. Nachdem er zwei Heimspiele in Folge verloren hatte, wurde Romano bereits nach nur sieben Spielen bei Santos Laguna wieder entlassen.
Poblete folgte dem entlassenen Romano zu seiner nächsten Station Atlas und unterschrieb im September 2011 erneut bei den Lobos de la BUAP, wo er diesmal zunächst als Assistenztrainer von Gerardo González tätig war und für die Clausura 2012 erneut mit dem Posten des Cheftrainers betraut wurde.
Mit Siegen gegen Cruz Azul Hidalgo (3:2) und den Altamira FC (3:1) verlief sein Einstand zunächst vielversprechend. Doch nach vier Niederlagen in Folge wurde Poblete nach dem Heimspiel gegen Necaxa (1:2) am 10. Februar 2012 nach nur sechs Spielen wieder entlassen.
Nach der Entlassung des bisherigen Cheftrainers Daniel Guzmán beim Puebla FC wurde Poblete für die letzten zwei Begegnungen der Apertura 2012 zum Interimstrainer ernannt und betreute die Mannschaft in den Spielen gegen Atlas (2:2) und Querétaro (0:1), die beide Anfang November 2012 ausgetragen wurden.
Anschließend wurde Poblete als Cheftrainer mit der Nachwuchsabteilung des Puebla FC betraut.

## Erfolge
- Mexikanischer Meister: 1990
- Pokalsieger:  1990
- CONCACAF Champions’ Cup: 1991